# Austroslavisme
L’austroslavisme désignait au XIXe siècle une orientation politique des Slaves d’Autriche-Hongrie (et plus particulièrement des Tchèques et des Croates) dans le double contexte de l’adhésion aux valeurs slavophiles et de la fidélité à la dynastie des Habsbourg.

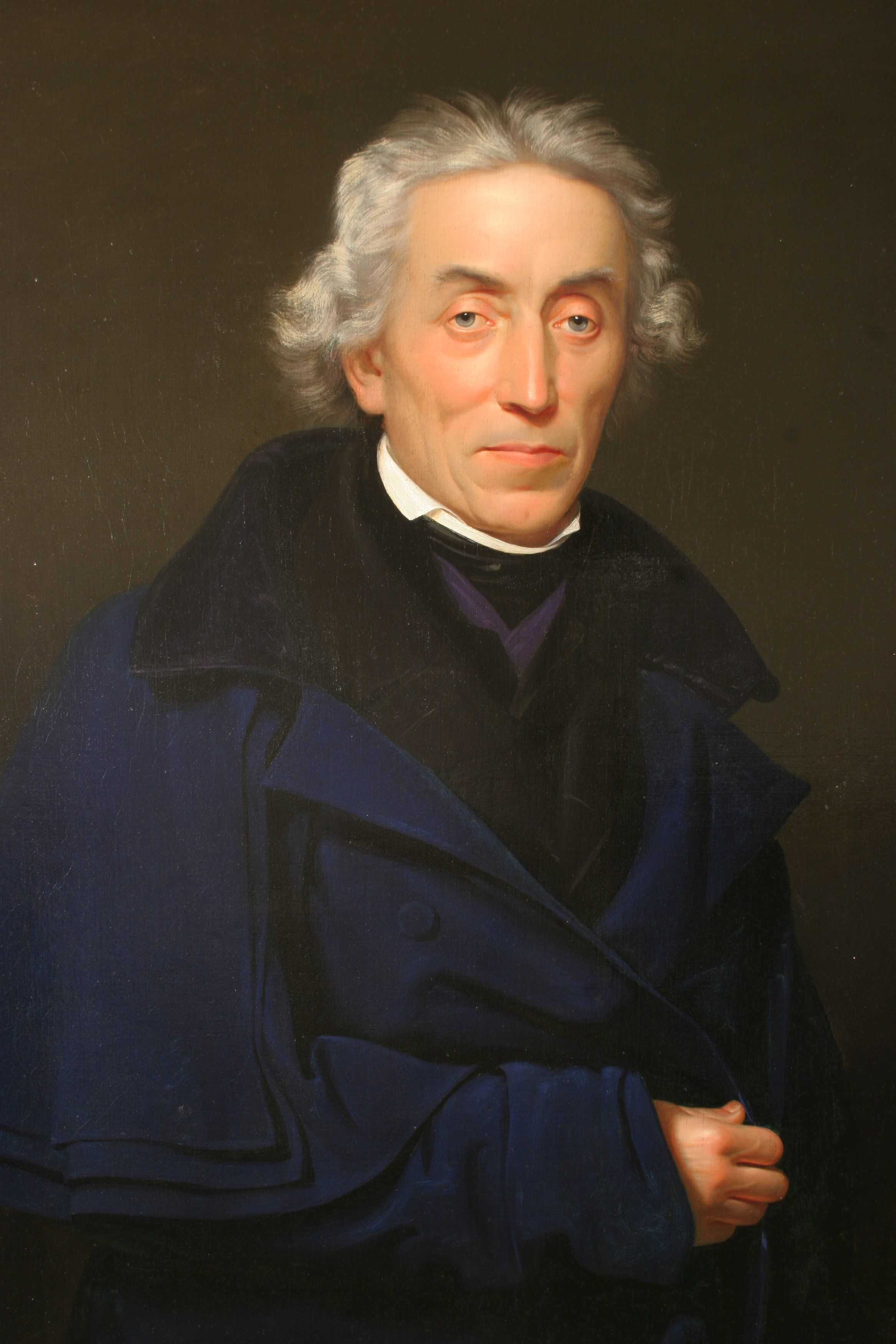
Le philologue Josef Dobrovský, un acteur de la renaissance tchèque.

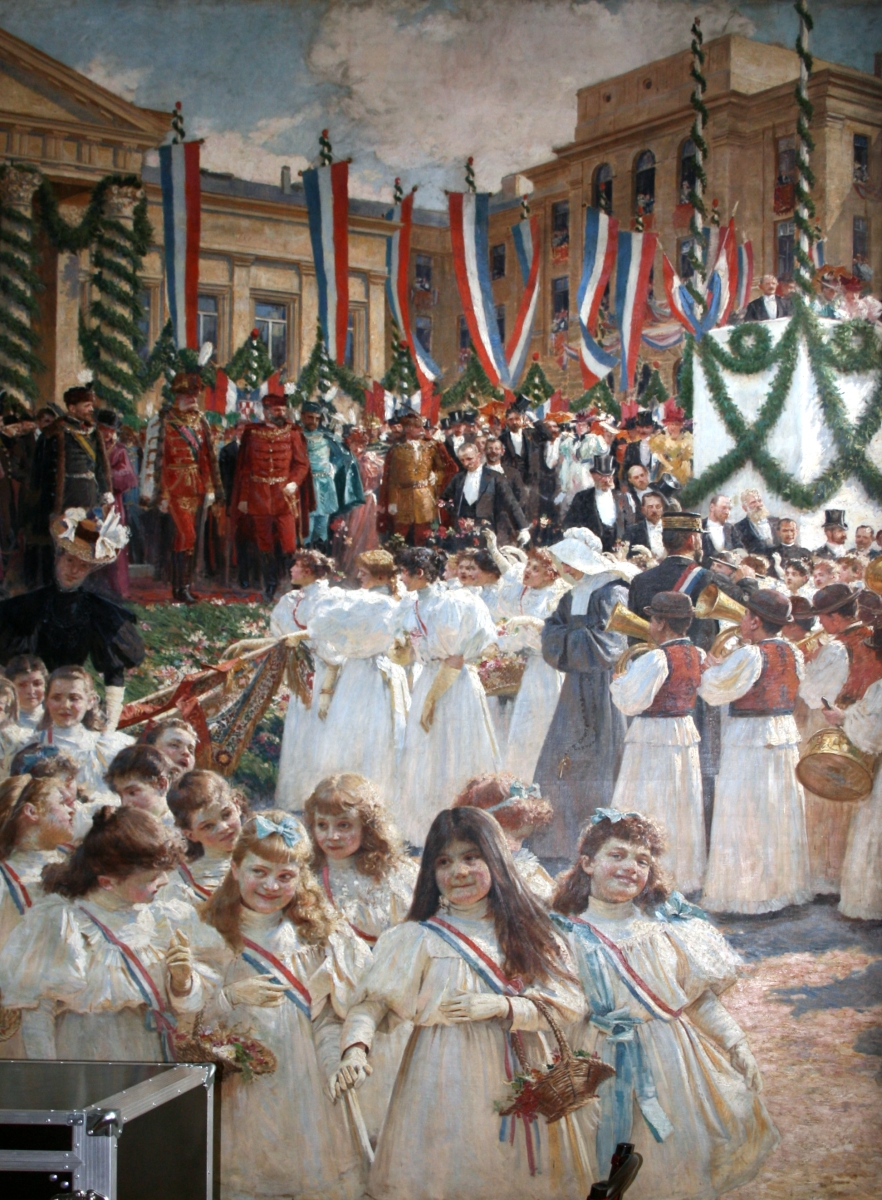
Fête croate à Zagreb (huile de Vlaho Bukovac, autour de 1900). L'empereur François-Joseph Ier (favoris blancs, en haut à gauche), vêtu de pourpre comme les župans croates préside la fête en sa qualité de roi de Croatie.

## Histoire
Jernej Kopitar (1780–1844), érudit slovène et panslave, est généralement considéré comme un pionnier de l’austroslavisme. Au début du XIXe siècle, il avait organisé un cénacle d’érudits, surtout serbo-croates, pour recueillir les « antiquités slaves ». Kopitar et ses émules furent les fondateurs de l’histoire de la littérature slave, qui dans leur esprit permettait de structurer une renaissance culturelle slave dans la monarchie des Habsbourg.

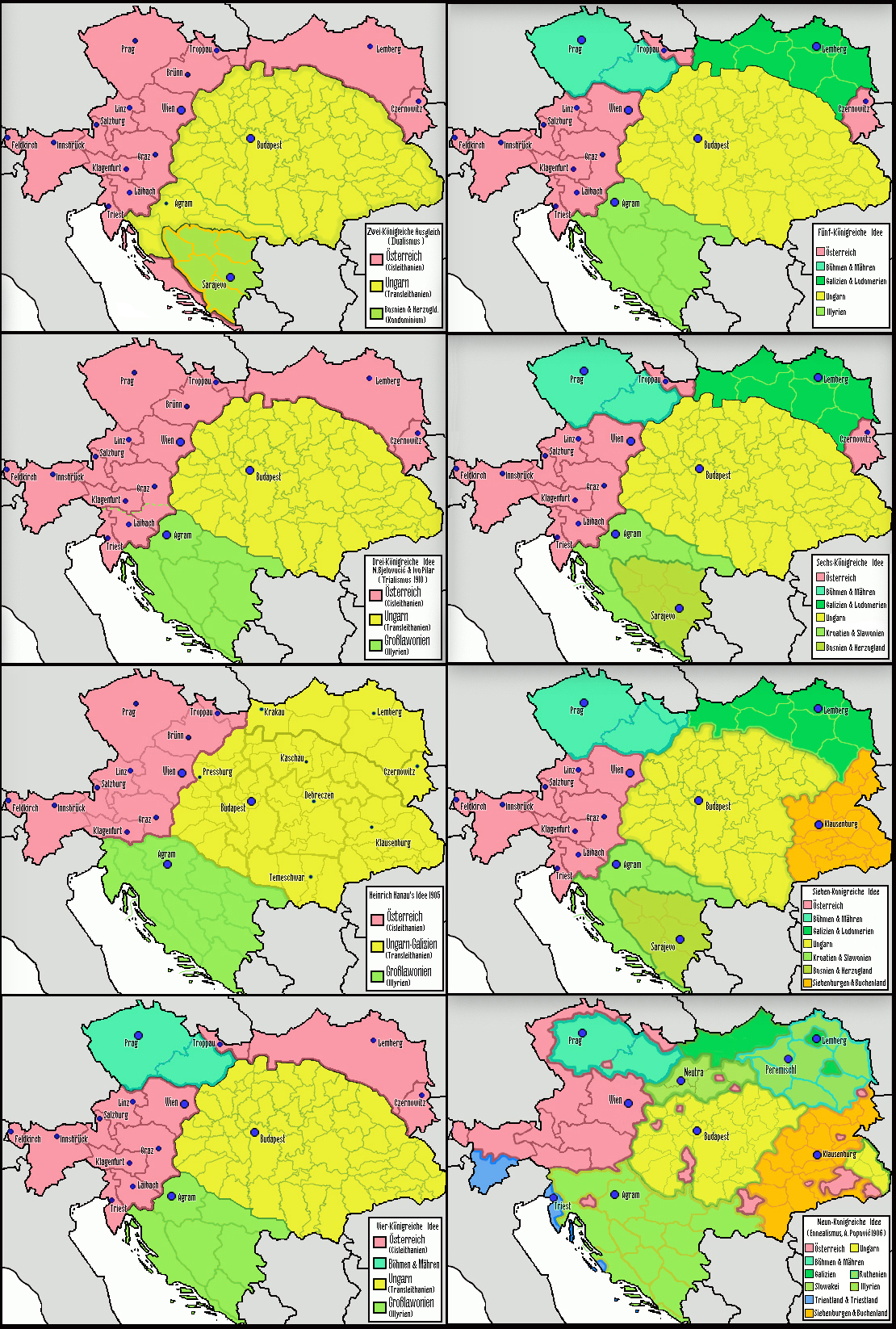
Projets de variantes fédérales de l'Autriche-Hongrie à partir du dualisme austro-hongrois (en haut à gauche) jusqu'aux états unis de Grande Autriche (en bas à droite) en passant par le « trialisme » de l'archiduc héritier François-Ferdinand et de Heinrich Hanau, et des options à quatre, cinq, six ou sept royaumes : l'austroslavisme peut être septentrional (tchèques, slovaques, polonais, ukrainiens) ou méridional (slovènes, croates, bosniens, serbes).

Chez les Tchèques, l’austroslavisme, initialement modéré, visait à faire évoluer la « double monarchie » austro-hongroise vers une monarchie tripartite dont la troisième entité aurait été un royaume de Bohême-Moravie. Chez les Croates, il visait à créer un royaume triunitaire de Croatie-Slavonie-Dalmatie en réunissant le royaume de Croatie-Slavonie (rattaché à la Hongrie) et le royaume de Dalmatie (rattaché à l’Autriche) en une quatrième entité.
Ce qui était revendiqué à travers l’austroslavisme et les projets trialistes, c’était une forme de démocratisation par la « fédéralisation » de l’Autriche-Hongrie,. Outre des Tchèques comme František Palacký ou František Ladislav Rieger et des Croates comme Franjo Rački, les partisans de l’austroslavisme comptèrent certains théoriciens sociaux-démocrates autrichiens tels Otto Bauer et Viktor Adler.
Vers 1890, les idées politiques des Jeunes Tchèques et des Slaves du Sud, soutenus par des réformateurs comme l'allemand Heinrich Hanau (de), réclamant un royaume Sud-Slave englobant aussi la Bosnie-Herzégovine, dépassèrent l’austroslavisme modéré qui avait prévalu jusqu’alors, sans pour autant remettre la monarchie en cause, mais en réclamant la fin des compromis austro-hongrois de 1867 et croato-hongrois de 1868-73 qui ne favorisaient en fait que les aristocraties autrichienne, magyare, et dans une moindre mesure, croate.
Rendu public en 1905, le projet de Heinrich Hanau aurait ajouté à l’Autriche un troisième état Sud-Slave englobant les actuelles Slovénie, Croatie et Bosnie-Herzégovine, et aurait réuni en une même entité la Galicie, la Bucovine et la Hongrie, regroupant ainsi tous les Ukrainiens et les Roumains de l’Empire, mais réduisant à environ 36 % la proportion des Magyars dans cette entité. Les aristocrates autrichiens et surtout magyars s’opposèrent très fermement à l’austroslavisme et aux autres mouvements visant à fédéraliser et démocratiser l’Autriche-Hongrie, qui auraient inévitablement limité leur domination et mis fin au projet politique des nobles magyars, lesquels, en 1910, comptaient environ 9 000 familles dominantes au Parlement (372 représentants sur 453 députés) et possédant un tiers des terres du Royaume. Leur projet visait à construire, par un ensemble de mesures coercitives visant à assimiler et magyariser les autres langues et cultures des pays de la Couronne de saint Étienne (où les Magyars étaient 47 % de la population), un État-nation strictement hongrois, et catholique ou protestant, dont la noblesse serait restée l’élite.
L’échec de l’austroslavisme et l’impossibilité de réformer et fédéraliser l’Autriche-Hongrie déboucheront, à l’issue de la Première Guerre mondiale, sur la dislocation de cet empire.